# Boloria
Boloria — рід денних метеликів родини сонцевиків (Nymphalidae).

## Поширення
Рід поширений в північній півкулі (Євразія і Північна Америка). Живуть ці метелики у холодних та помірних регіонах, в основному в арктичних умовах або на високогір'ї. В Україні трапляється шість видів:
- Перлівець північний (Boloria aquilonaris)
- Перлівець малий (Boloria dia)
- Перлівець Евномія (Boloria eunomia)
- Перлівець Єфросина (Boloria euphrosyne)
- Перлівець Селена (Boloria selene)
- Перлівець Титанія (Boloria titania)

## Опис
Метелики маленьких до середніх розмірів. Верхня сторона крил складається з темно-оранжевого фону, прикрашеного декількома рядами чорних крапок, рисок або шевронів, форма та розташування яких відрізняється залежно від виду. На звороті заднього крила можуть бути різні візерунки білого, кремового, червоного, коричневого або фіолетового кольору, також характерні для кожного виду.

## Класифікація
Види:
- Boloria acrocnema Gall & Sperling, 1980
- Boloria alaskensis (Holland, 1900)
- Boloria aquilonaris (Stichel, 1908)
- Boloria alberta (W.H. Edwards, 1890)
- Boloria astarte (Doubleday, [1847])
- Boloria bellona (Fabricius, 1775)
- Boloria caucasica (Lederer, 1852)
- Boloria chariclea (Schneider, 17)
- Boloria dia (Linnaeus, 1767)
- Boloria epithore (Edwards, [1864])
- Boloria eunomia (Esper, [1800])
- Boloria euphrosyne (Linnaeus, 1758)
- Boloria freija (Thunberg, 1791)
- Boloria frigga (Thunberg, 1791)
- Boloria frigidalis Warren, 1944
- Boloria improba (Butler, 1877)
- Boloria graeca (Staudinger, 1870)
- Boloria jerdoni (Lang, 1868)
- Boloria kriemhild (Butler, 1877)
- Boloria napaea (Hoffmannsegg, 1804)
- Boloria natazhati (Gibson, 1920)
- Boloria neopales (Nakahara, 1926)
- Boloria pales (Denis & Schiffermüller, 1775)
- Boloria polaris (Boisduval, [1828])
- Boloria purpurea Churkin, 1999
- Boloria selene (Denis & Schiffermüller, 1775)
- Boloria selenis (Eversmann, 1837)
- Boloria sipora (Moore, [1875])
- Boloria titania (Esper, 1793)
- Boloria thore (Hübner, [1803])